# Kacper Smoliński
Kacper Smoliński (Police, 2001. február 7. –) lengyel korosztályos válogatott labdarúgó, a Pogoń Szczecin középpályása.

## Pályafutása

### Klubcsapatokban
Smoliński a lengyelországi Police városában született. Az ifjúsági pályafutását a Pogoń Szczecin akadémiájánál kezdte.
2018-ban mutatkozott be a Pogoń Szczecin tartalék, majd 2019-ben az első osztályban szereplő felnőtt csapatában. Először a 2020. június 29-ei, Cracovia ellen 2–1-re elvesztett mérkőzés 78. percében, Marcin Listkowski cseréjeként lépett pályára. Első gólját 2020. július 12-én, a Śląsk Wrocław ellen idegenben 2–2-es döntetlennel zárult találkozón szerezte meg.

### A válogatottban
Smoliński az U18-as és az U21-es korosztályú válogatottakban is képviselte Lengyelországot.
2021-ben debütált az U21-es válogatottban. Először a 2021. március 26-ai, Szaúd-Arábia ellen 7–0-ra megnyert mérkőzésen lépett pályára. Első válogatott gólját 2021. szeptember 7-én, Izrael ellen 2–1-re elvesztett U21-es EB-selejtezőn szerezte meg.

## Statisztikák
2022. szeptember 4. szerint
| Klub           | Szezon   | Osztály     | Bajnokság | Bajnokság | Kupa és Ligakupa | Kupa és Ligakupa | Nemzetközi | Nemzetközi | Összesen | Összesen |
| Klub           | Szezon   | Osztály     | Meccs     | Gól       | Meccs            | Gól              | Meccs      | Gól        | Meccs    | Gól      |
| -------------- | -------- | ----------- | --------- | --------- | ---------------- | ---------------- | ---------- | ---------- | -------- | -------- |
| Pogoń Szczecin | 2019–20  | Ekstraklasa | 3         | 1         | 0                | 0                | —          | —          | 3        | 1        |
| Pogoń Szczecin | 2020–21  | Ekstraklasa | 27        | 1         | 3                | 1                | —          | —          | 30       | 2        |
| Pogoń Szczecin | 2021–22  | Ekstraklasa | 7         | 0         | 1                | 0                | —          | —          | 8        | 0        |
| Pogoń Szczecin | 2022–23  | Ekstraklasa | 2         | 1         | 0                | 0                | 1          | 0          | 3        | 1        |
| Összesen       | Összesen | Összesen    | 39        | 3         | 4                | 1                | 1          | 0          | 44       | 4        |

## Fordítás
Ez a szócikk részben vagy egészben  a   Kacper Smoliński című angol Wikipédia-szócikk fordításán alapul.  Az eredeti cikk szerkesztőit annak laptörténete sorolja fel. Ez a jelzés csupán a megfogalmazás eredetét és a szerzői jogokat jelzi, nem szolgál a cikkben szereplő információk forrásmegjelöléseként.